# Mézeray, Sarthe
Mézeray là một xã trong tỉnh Sarthe trong vùng Pays-de-la-Loire ở tây bắc nước Pháp. Xã này nằm ở khu vực có độ cao từ 31-93 mét trên mực nước biển.